# Municipio de Lyon (Dakota del Sur)
El municipio de Lyon (en inglés: Lyon Township) es un municipio ubicado en el condado de Brule en el estado estadounidense de Dakota del Sur. En el año 2010 tenía una población de 48 habitantes y una densidad poblacional de 0,52 personas por km².

## Geografía
El municipio de Lyon se encuentra ubicado en las coordenadas 43°54′14″N 99°0′20″O / 43.90389, -99.00556. Según la Oficina del Censo de los Estados Unidos, el municipio tiene una superficie total de 92.72 km², de la cual 91,89 km² corresponden a tierra firme y (0,89 %) 0,83 km² es agua.

## Demografía
Según el censo de 2010, había 48 personas residiendo en el municipio de Lyon. La densidad de población era de 0,52 hab./km². De los 48 habitantes, el municipio de Lyon estaba compuesto por el 95,83 % blancos, el 2,08 % eran amerindios y el 2,08 % eran de una mezcla de razas. Del total de la población el 0 % eran hispanos o latinos de cualquier raza.